# 江瑔

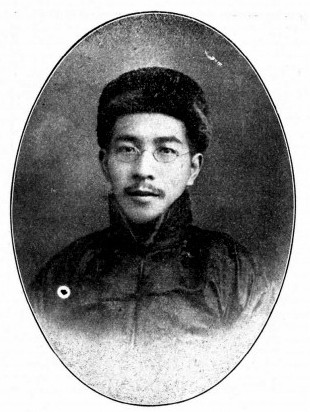
《民国之精华》中的江瑔照片

江瑔（1888年—1917年）字玉瑔，号山渊，广东省廉江县良垌镇南溪村人。中国民主革命家，中华民国政治人物、小说家。南社成员。

## 生平
江瑔生于书香门第，其祖父江诚和、父亲江慎中、胞兄江珣都为清朝举人，江瑔是南溪第三代最知名的才子。江瑔家有一栋藏书楼“桥西草堂”，其内有数万册藏书。17岁时，获县试第一名。翌年，参加院试岁考，以第一名入痒，成为廪生。后来，江瑔自广东高等学堂肄业。此后，留学日本，自明治大学毕业。在日本期间，江瑔参加了中国同盟会，撰写了不少鼓吹革命的文章，还通过传记、诗歌、评论等颂扬丘逢甲领导台湾人民进行的抗日活动。1911年，黄花岗起义失败，庞雄等黄花岗七十二烈士殉难，江瑔作《庞雄传》，日后被收入邹鲁编辑、中国国民党中央宣传部印行的《广州三月二十九日革命史》。
中华民国成立，江瑔历任广东临时省议会代议士（议员）、中华民国第一届国会众议员、中国同盟会粤支部廉江分部部长。1912年10月，高州六县一致推举江瑔为第一届国会众议院议员。1914年，国会解散。
1915年12月，袁世凯称帝，江瑔撰写《丙辰感言》，反对袁世凯称帝，受到北京、天津各报纸刊载。袁世凯逝世，黎元洪继任大总统，国会重开，江瑔继续担任众议员。
1917年，江瑔患急症，在北京病逝。

## 著作
- 《山渊阁诗草》
- 《绿野亭边—— 草庐诗话》
- 《仂庵文谈》
- 《姓名古音考》
- 《诗学史》
- 《经学讲议》
- 《读子卮言》
- 《作文初步》
- 《劫余残灰录》
- 《旅京一年记》
- 《芙蓉泪》
- 《辣女儿》